# Alanizus tortuosus
Alanizus tortuosus là một loài bọ cánh cứng trong họ Cerambycidae.